# Mazlum Doğan
Mazlum Doğan (Dersim Mazgirt, 1955 – Diyarbakır, 21 maart 1982) was een van de oprichters van de Koerdische Arbeiderspartij (PKK).

## Levensloop
Na zijn studie economie aan de Hacettepe Universiteit in Ankara nam Doğan in 1976 deel aan de oprichting van de PKK. Op 30 september 1979 werd hij gearresteerd wegens zijn politieke activiteiten. In de gevangenis leidde hij het verzet tegen martelingen en onderdrukking. Op 21 maart 1982 maakte hij een eind aan zijn leven om een impuls te geven aan het verzet.